# Arizona-Territorium (Konföderierte Staaten)

Das New-Mexico-Territorium und das konföderierte Arizona-Territorium (1861)

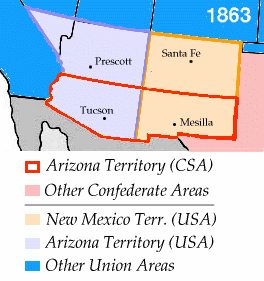

Das konföderierte Arizona-Territorium war ein Territorium, welches während des amerikanischen Bürgerkrieges von den Konföderierten Staaten von Amerika beansprucht wurde. Es bestand aus dem Teil des New-Mexico-Territoriums südlich des 34. nördlichen Breitengrades und umfasste Teile der modernen Bundesstaaten New Mexico und Arizona. Seine Hauptstadt war Mesilla an der Südgrenze. Das konföderierte Territorium überlappte das von der Unionsregierung 1863 geschaffene Arizona-Territorium, welches den Westteil des New-Mexico-Territoriums ausmachte.
Nach dem konföderierten Sieg bei Mesilla wurde am 1. August 1861 das konföderierte Arizona-Territorium geschaffen. Das weitere Vordringen der konföderierten Truppen in das New-Mexico-Territorium fand sein Ende durch Niederlage bei der Schlacht am Glorieta-Pass während des New-Mexico-Feldzuges. Im Juli 1862 wurde der Regierungssitz des konföderierten Arizona-Territorium nach El Paso (Texas) verlegt, wo dieser bis Kriegsende verblieb. Das Territorium war ununterbrochen im Konföderiertenkongress vertreten und konföderierte Truppen kämpften bis zum Kriegsende unter der Arizona-Flagge.

## Geschichte

### Ursprung der Sezession
Vor Kriegsausbruch war das Gebiet der modernen Bundesstaaten New Mexico und Arizona Teil vom New-Mexico-Territorium und des Gadsden-Kaufs, der gleichzeitig Teil von William Walker's Republic of Sonora war. Bereits 1856 wuchsen die Bedenken der Territorialregierung in Santa Fe über ihre Fähigkeit effektiv den Südteil des Territoriums zu regieren, der durch die Jornada del Muerto abgetrennt war – eine unwegsame ausgedehnte Wüste.
Im Februar 1858 verabschiedete die Legislative des New-Mexico-Territoriums zwecks der Schaffung des Arizona-Territoriums eine Resolution. Hierbei wurde aber eine Nord-Süd-Grenze entlang des 32. Längengrades westlich von Washington festgelegt mit der Zusatzklausel, das alle Indianer aus New Mexico nach Nord-Arizona umgesiedelt würden.
Aus Ungeduld über eine Entscheidung vom US-Kongress wurde im April 1860 ein Konvent in Tucson einberufen, wo 31 Delegierte zusammentrafen. Im Juli 1860 entwarf der Konvent eine Verfassung für ein Arizona-Territorium, welches aus dem Teil des New-Mexico-Territoriums südlich des 34. nördlichen Breitengrades bestehen sollte. Der Konvent wählte Lewis Owings zum Territorialgouverneur und einen Delegierten für den US-Kongress.

Die freien und Sklavenstaaten (1861), mit freien Staaten in Blau und Sklavenstaaten in Rot.

Der Antrag wurde allerdings im US-Kongress wegen der Opposition von Anti-Sklaverei-Kongressabgeordneten abgelehnt. Viele Leute im Territorium waren Befürworter der Sklavenhaltung mit Geschäftsbeziehungen in die Südstaaten. Darüber hinaus lag das neue Territorium unterhalb der alten Missouri-Kompromiss-Grenzlinie. Daher befürchteten die Anti-Sklaverei-Kongressabgeordnete, dass das neue Territorium schließlich ein Sklavenstaat werden könnte.
Da die gefällten Konventsbeschlüsse in Tucson nie vom US-Kongress ratifiziert wurden, wurde das provisorische Territorium nie eine juristische Person. Dennoch bestand eine Zeit lang eine de facto, wenn nicht schon eine de jure, Regierung für das angestrebte Arizona-Territorium. Dr. Lewis Owings fungierte in dieser Zeit als Territorialgouverneur und berief James Henry Tevis dazu die erste Territorialmiliz zum Schutz des Territoriums vor marodierenden Apachen und Banditen auszuheben. Sie umfasste drei Kompanien, zwei wurden im Pinos Altos Bergarbeiterlager ausgehoben und das dritte in Mesilla.

### Sezession

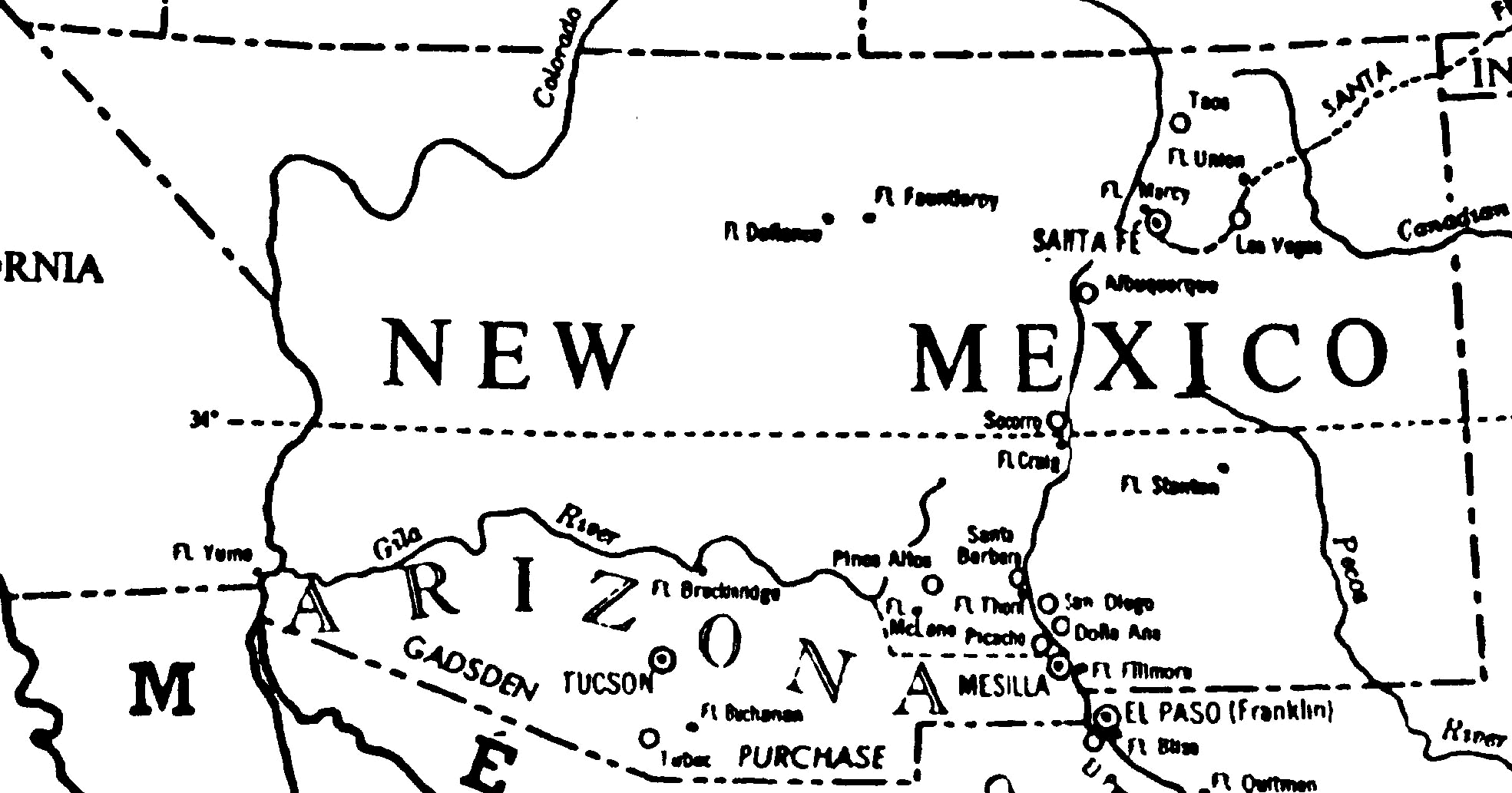
Traditional Arizona

Nach dem Ausbruch des amerikanischen Bürgerkrieges war der Rückhalt für die Konföderierten Staaten im Südteil des New-Mexico-Territoriums stärker – größtenteils wegen der Versäumnisse durch die US-Regierung. Hierbei ist die geringe Truppenstärke zu nennen, die zur Bekämpfung der Apachen im Traditional Arizona unzureichend war. Ein weiterer Grund war die Schließung der Butterfield Overland Mail Stationen, die die Siedlungen im Grenzgebiet von Arizona mit dem Osten und Kalifornien im Westen verbanden. Die Menschen in Arizona fühlten sich im Stich gelassen, was die Unzufriedenheit für die Bundesregierung anheizte.
Im März 1861 beriefen die Bürger von Mesilla einen Sezessionskonvent ein, um sich von den Vereinigten Staaten loszusagen und den Konföderierten Staaten anzuschließen.
Am 16. März verabschiedete der Konvent eine Trennungsurkunde (Ordinance of Secession), wo regionale Gemeininteressen als Gründe für ihren Austritt aufgeführt wurden, darunter die geographische Nähe zu den Konföderierten Staaten, der notwendigen Grenzschutz und der Verlust an Postkutschen-Routen durch die Bundesregierung. In der Verordnung wurde die Sezession von den westlichen Teilen des Territoriums beantragt. Beim zweiten Konvent am 28. März im heutigen Tucson wurde die Verordnung ratifiziert.
Danach etablierte man eine provisorische Regierung für das konföderierte Arizona-Territorium. Owings wurde erneut zum provisorischen Gouverneur gewählt und Granville Henderson Oury als Delegierter zwecks Einreichung einer Petition für die territoriale Aufnahme in die Konföderierten Staaten.

### Sezessionskrieg

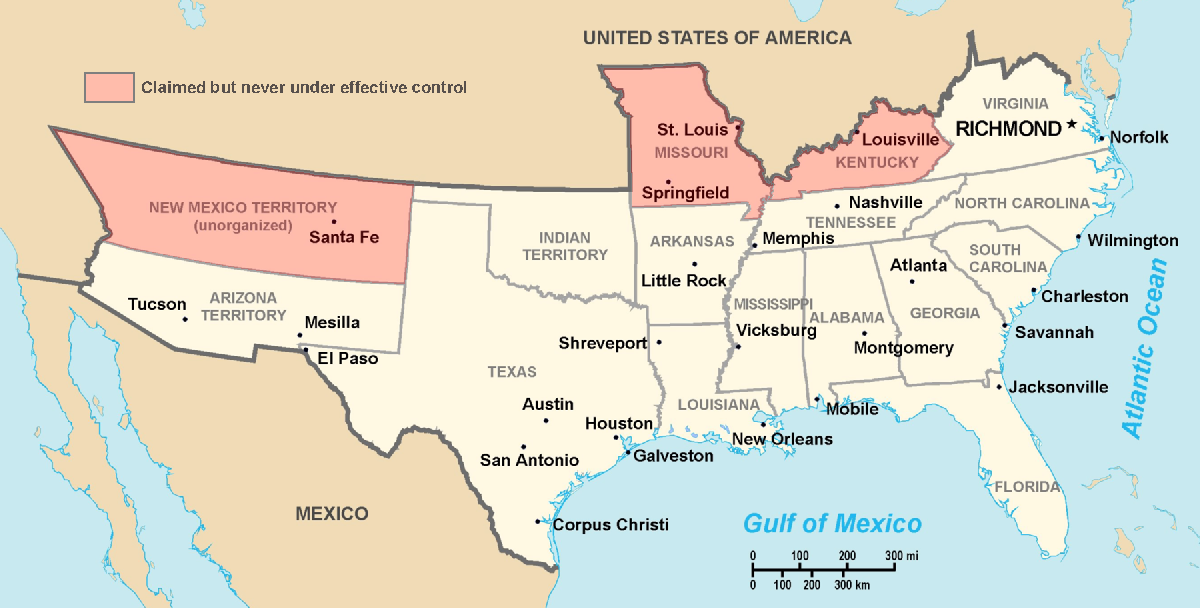
Das Territorium der Konföderierten Staaten von Amerika

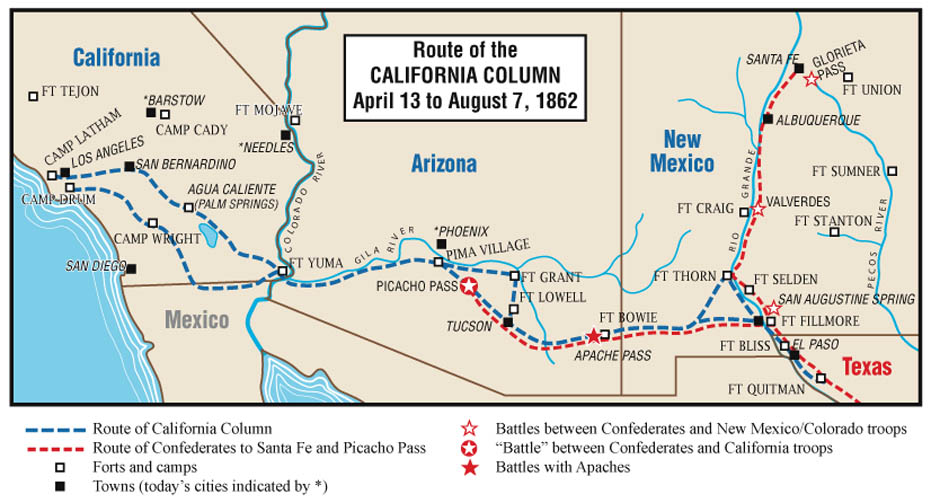
Route der California Column während des Sezessionskrieges.

Das konföderierte Arizona-Territorium nahm durch seine Lage im New-Mexico-Territorium eine bedeutende Rolle während des amerikanischen Bürgerkrieges ein – hauptsächlich, weil es den Konföderierten den Zugang zu Kalifornien ermöglichte. Die Erreichung der Pazifikküste war ein persönliches Ziel von Präsident Jefferson Davis. Infolgedessen fanden dort mehrere wichtige Schlachten (Trans-Mississippi-Kriegsschauplatz) statt.
Die Konföderierten errichteten nach Kriegsausbruch den Militärposten Fort Yuma am Ufer des Colorado Rivers angrenzend zu dem Unionsarmeeposten mit dem gleichen Namen auf der anderen Uferseite in Kalifornien. Die konföderierten Kavallerietruppen, die größtenteils aus irischen Einwanderern bestanden, mussten aber auf Grund der eingetroffenen Marschkolonne aus Kalifornien wieder ihre Stellung räumen. Sie vermieden ihre Gefangennahme durch die Unionssoldaten nur, indem sie in das 10 Meilen entfernte Mexiko flohen. Im Juli 1861 erreichte eine Truppe unter Lieutenant Colonel John Baylor El Paso, nachdem sie die Grenze bei Mesilla überquerten. Im selben Monat führte Baylor die 2. Texas Mounted Rifles in das Territorium und nahm mit der Unterstützung von sezessionistischen Einwohnern von Mesilla am 25. Juli eine Stellung in der Stadt ein. Währenddessen machten sich Unionstruppen unter Major Isaac Lynde aus dem nahe gelegenen Fort Fillmore auf, um Baylor anzugreifen. Am 25. Juli trafen sich die beiden Armeen außerhalb der Stadt, wo es zum Ersten Gefecht von Mesilla kam. Nach seiner Niederlage gab Major Lynde Fort Fillmore auf und marschierte in Richtung Norden, um sich mit den Truppen bei Fort Craig unter Colonel Edward Richard Sprigg Canby zu vereinigen. Allerdings musste Lynde wegen heftiger Hitze haltmachen, so dass ihn Baylor überholen konnte. Lynde übergab dann bei San Augustine Springs (Organ Mountains) sein Kommando ohne einen Schuss abzugeben.
Am 1. August 1861 rief Baylor das konföderierte Arizona-Territorium aus. Es bestand aus dem Gebiet, welches der Konvent in Tucson im Vorjahr definierte. Darüber hinaus ernannte er sich selbst zum Gouverneur. Zu seinen Kabinettsmitgliedern gehörte der Attorney in Mesilla Marcus H. MacWillie – der die Funktion als territorialer Attorney General innehatte.
Im Folgemonat kam es zu einem kleinen Gefecht zwischen Baylor's Männern und einer Unionseinheit bei der Village von Canada Alamosa, welches mit einem konföderierten Sieg endete.
Der Antrag zur Errichtung des konföderierten Arizona-Territoriums wurde Anfang 1862 durch den Konföderiertenkongress verabschiedet und am 14. Februar 1862 durch den konföderierten Präsidenten Jefferson Davis proklamiert. Zum Gedenken an dieses Ereignis wurde 50 Jahre später dieser Tag ausgewählt, als Arizona als 48. Bundesstaat in die Vereinigten Staaten aufgenommen wurde.
Die konföderierten Bemühungen Kontrolle über die Region zu bekommen führten zum New-Mexico-Feldzug. Davis setzte Baylor 1862 als Territorialgouverneur ab. Die Konföderierten erlitten im selben Jahr bei der Schlacht am Glorieta-Pass eine Niederlage, welche sie dazu zwang sich aus dem Territorium zurückzuziehen. Im Folgemonat kam es zu Kampfhandlungen zwischen einem kleinen konföderierten Vorposten nördlich von Tucson und einer ebenso kleinen Kavalleriepatrouille der Union aus Kalifornien (Gefecht am Picacho Pass). Davor fand das Gefecht an der Stanwix Station statt. Als im Juli 1862 Unionstruppen vor der territorialen Hauptstadt Mesilla standen, zogen sich die Konföderierten nach Texas zurück.
Der territoriale Regierungssitz wurde nach El Paso verlegt, während einige konföderierte Arizona Militäreinheiten nach San Antonio verlegt wurden. Die Exilregierung verblieb bis Kriegsende in Texas, obwohl MacWillie weiterhin das Territorium im 1. und 2. Konföderiertenkongress vertrat. Der Widerstand in Arizona wurde auf Partisanlevel fortgesetzt und die konföderierten Einheiten kämpften bis Kriegsende im Mai 1865 weiterhin unter der Arizona-Flagge.

### Apachenkriege
1862 kämpfte die Marschkolonne aus Kalifornien, welche an den Kampfhandlungen bei Stanwix Station und Picacho Pass teilnahm, gegen 500 Apachen (Schlacht am Apachenpass).
Es gab auch mehrere Gefechte zwischen Apachen und Konföderierten. Das Gefecht am Dragoon Springs ist die einzige bekannte konföderierte Kampfhandlung mit Todesfällen auf dem Gebiet des modernen Arizona. Weitere Gefechte fanden bei der Belagerung von Tubac, am Cookes Canyon, in den Florida Mountains und in Pinos Altos statt sowie eine Reihe von anderen kleinen Scharmützeln und Massakern.

## Konföderierte Einheiten im Arizona-Territorium
1860

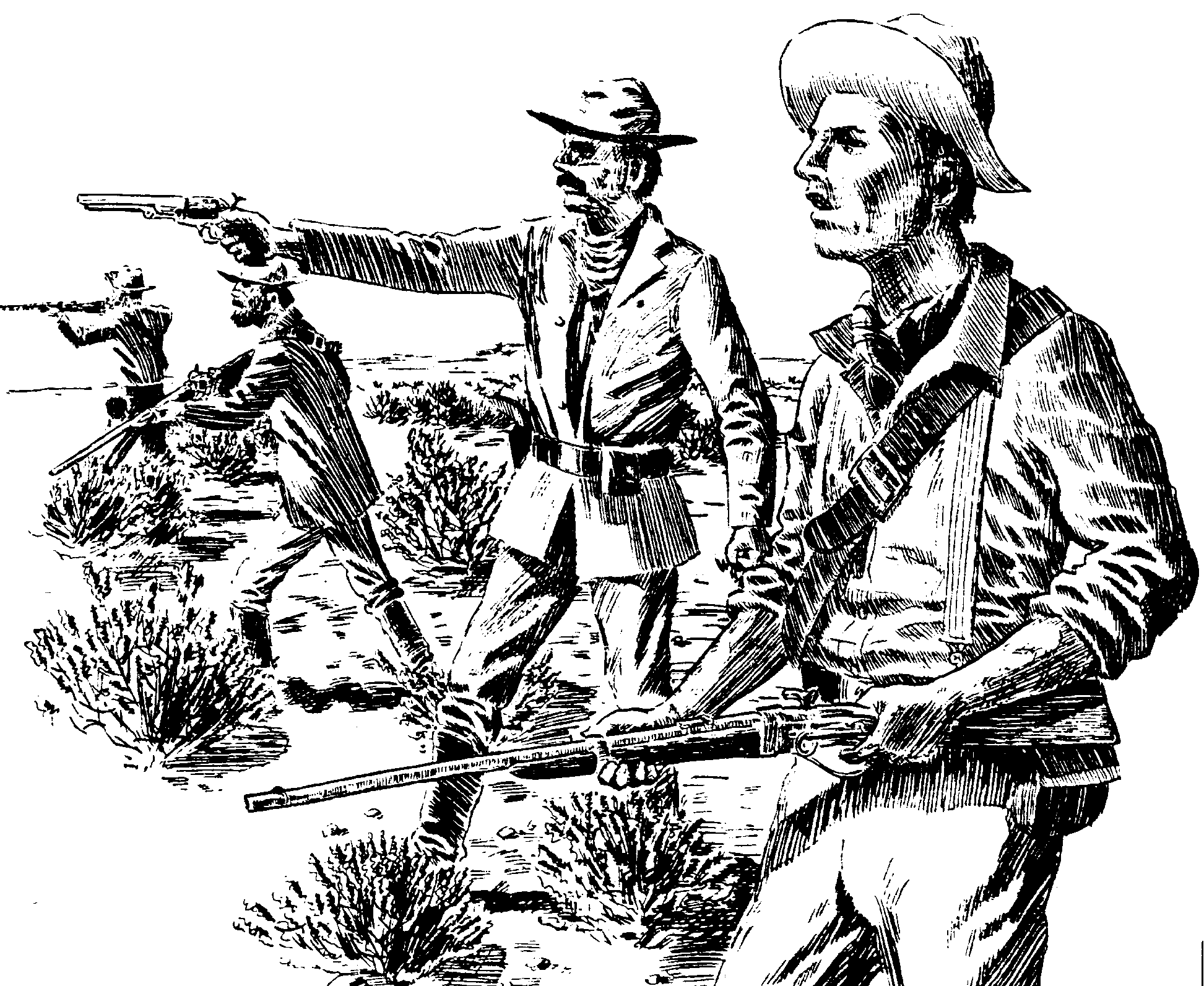
Arizona Guards

- Arizona Guards aus Pinos Altos Bergarbeiterlager, Arizona-Territorialmiliz
- Minute Men aus Pinos Altos Bergarbeiterlager, Arizona-Territorialmiliz
- Arizona Rangers aus Mesilla, Arizona-Territorialmiliz

1862
- Herbert's Battalion of Arizona Cavalry
  - A. Kompanie, Arizona Rangers
  - Kompanie B
  - Kompanie C